# Рейвін Коннелл
Рейвін Коннелл (англ. Raewyn Connell), також відома під ім'ям Р. В. Коннелл (народилася Робертом, 3 січня 1944) — австралійська соціологиня, почесна професорка університету Сіднея. Коннелл здобула значимість як інтелектуалка у «Новому Лівому» політичному русі. Вона була призначена професоркою університету в Університеті Сіднея у 2004 році, а у липні 2014 року звільнилася з кафедри університету. Відома за вивчення чоловічих студій та концепцією гегемонної маскулінності та книгою «Південна теорія».

## Життя і кар'єра
Коннелл народилася 3 січня 1944 року у Сіднеї, Австралія.  Її батько, Вільям Фрейзер (Білл) Коннелл, був професором освіти в університеті Сіднея протягом багатьох років, де він зосереджувався на освітніх дослідженнях і викладанні.  Її мати Маргарет Ллойд Коннелл була викладачкою природничих наук у старшій школі. У Коннела є дві сестри: Патрісія Маргарет Селкірк і Хелен Коннел.
Коннелл здобула освіту в середніх школах Менлі та Північного Сіднея, а також отримала ступінь університету Мельбурна та університету Сіднея.  Вона займала академічні посади в університетах Австралії, у тому числі будучи професоркою соціології в університеті Маккуорі у 1976—1991.
У Сполучених Штатах Коннелл була запрошеною професоркою австралійських досліджень у Гарвардському університеті в 1991—1992 роках і професоркою соціології у Каліфорнійському університеті Санта-Крус 1992—1995. Вона була рядовою членкинеюАвстралійської лейбористської партії до початку 1980-х років і є діячкою профспілки, яка наразі перебуває в Національному союзі третинної освіти.
Соціологія Коннелл підкреслює історичну природу соціальної реальності та трансформаційний характер соціальної практики. Її писемність намагається поєднати емпіричні деталі, структурний аналіз, критику та відповідність практиці. Велика частина її емпіричної роботи використовує біографічне (історію життя) інтерв'ювання, в освіті, сімейному житті та робочих місцях. Вона написала сама або спільно двадцять одну книжку та більше 150 наукових робіт. Її роботи перекладені 16 мовами.
Коннелл є членкинею редакційної колегії та дорадчому комітеті багатьох академічних журналів, включаючи ˈЗнакиˈ, ˈСексуальністьˈ, ˈБританський журнал соціологіїˈ, ˈТеорії та суспільстваˈ, а також ˈМіжнародний журнал інклюзивної освітиˈ .
Коннелл є транс-жінкою, яка здійснила свій гендерний перехід пізно у своєму житті. Майже всі її попередні роботи були опубліковані під гендерно-нейтральним ім'ям «R.W Connell», аж до другого видання «Маскулінності» у 2005 році. З 2006 року всі її роботи з'явилася під назвою Raewyn Connell. Коннелл також писала про транссексуальність.

## Основні внески

### Клас і освіта
Коннелл вперше стала відомою за проведення досліджень на великомасштабній класовій динаміці («Правлячий клас, Правляча культура», 1977 та " Класова структура в австралійській історії ", 1980), і шляхи, якими класова та гендерна ієрархії відтворюються у повсякденному житті школи («Зробити різницю», 1982).

### Гендер
В кінці 1980-х років вона розробила соціальну теорію гендерних відносин («Стать і Влада», 1987), в якій підкреслювалося, що гендер є великомасштабною соціальною структурою не тільки у питання особистої ідентичності. У прикладних областях вона працювала на тему бідності і освіти («Школи і соціальної справедливості», 1993), статевого життя і профілактика Сніду і робітничого руху стратегії («Соціалізм і Праці», 1978).
Вона описала тривимірну модель, 3 найголовніші відносини, які є у  структурі гендеру. Владні відносини є найвизначнішими, а саме домінування, підпорядкування чоловіків, підтримання та відтворення патріархату. Виробничі відносини — це є гендерний розподіл праці. Жінки та чоловіки можуть займати різні посади (зазвичай чоловіки- вищі), отримувати різні зарплати навіть при виконанні однакової роботи. Чоловіки також отримують патріархатні дивіденди у сфері праці, а саме економічні вигоди. Емоційне навантаження або катексис говорить про чоловіче сексуальне бажання, лібідо, активність як природне .

### Маскулінність
Коннелл відома за межами Австралії у вивченні соціального конструювання маскулінності . Вона була однією із засновників цієї області досліджень, і її книга «Маскулінності» (1995, 2005) є найбільш часто цитованою у цій сфері. Концепція гегемонної маскулінності була особливо впливовою і приваблює багато дискусій і суперечок. Вона була радницею ЮНЕСКО та ООН щодо питань, які стосуються чоловіків, хлопців та маскулінності, що спрямовані на гендерну рівність та творення миру.
Маскулінність за Коннелл- це набір практик, які визначають позицію чоловіка у гендерному порядку. Але чоловіки є різними, тому існує множинність маскулінностей. Проте існує нормативна домінуюча маскулінність.  Гегемонна маскулінність- домінуючий зразок, ідеал маскулінності та відповідних практик. Такий чоловік знаходиться на вершині чоловічої домінуючої позиції у суспільстві. Така маскулінність підпорядковує жінок та інших чоловіків. Гегемонна маскулінність означає нормативність, ідеал, якими чоловіки мають стати, проте не означає, що ця маскулінність присутня  у більшості чоловіків у різних суспільствах.
Коннелл виділяє  4 типи відносин у структурі маскулінності.
1) Гегемонія- це носій гегемонної маскулінності, влади, у чиїх руках сконцентровані інституційні відносини.  Це ті чоловіки, які виражають гегемонну маскулінність і є домінуючими над іншими чоловіками і жінками.
2) Субординація — це підпорядкування одних чоловіків іншим, ієрархія чоловіків. Найчастіше гомосексуальні чоловіки підпорядковуються гетеросексуальним. Ці відносини визначаються  у ключі сексуальності.
3) Співучасть означає підтримання чоловіками патріархату навіть при умові, що вони не мають гегемонну маскулінність і не відповідають зразку, стандартам нормативної маскулінності. Однією із причин співучасті чоловіків є отримання патріархальних дивідендів через належність до чоловіків та їх позицію у гендерному порядку. Прикладами дивідендів є вища заробітна плата, інші економічні та політичні привілеї, які чоловіки отримують не обов'язково будучи на вершині ієрархії. У такий спосіб вони підтримують патріархатний устрій.
4) Маргіналізація — це взаємодія гендеру з іншими соціальними категоріями, як раса, етнічність, клас. Це означає легалізацію гегемонної маскулінності і відхилення від цього, що є девіацією. Здоровий білий чоловік середнього класу із освітою часто є взірцем гегемонної маскулінності. Інші чоловіки, які не є втіленням цього зразка, є девіатами. Тому, наприклад, кольорові чоловіки або чоловіки з робочого класу є більш маргіналізованими.

### Південна теорія
Коннелл розробила соціологію інтелектуалів, яка підкреслює колективний характер інтелектуальної праці і важливість її соціального контексту.  Її книга «Південна теорія» 2007 року поширила це на глобальну динаміку виробництва знань, критикуючи «північну» упередженість основної соціальної науки, яка переважно виробляється у «столичних» університетах.  Коннелл стверджує, що соціальна теорія столиці не в змозі повністю пояснити соціальні явища у південному досвіді.
Вона проаналізувала приклади теоретичної роботи, що походить від глобального Півдня: включаючи роботи Пауліна Хунтонджі, Алі Шаріаті, Вена Дас, Ашіс Нанді і Рауль Пребіш. Коннелл також досліджувала Південні теорії неолібералізму і гендеру.

## Вибрана бібліографія
| Year | Title                                                                                    | Publisher                  |
| ---- | ---------------------------------------------------------------------------------------- | -------------------------- |
| 1967 | Politics of the Extreme Right: Warringah, 1966 (Co-written with Florence Gould)          | Sydney University Press    |
| 1977 | Ruling Class, Ruling Culture: Studies of Conflict, Power and Hegemony in Australian Life | Cambridge University Press |
| 1980 | Class Structure in Australian History (Co-written with Terry Irving)                     | Longman Cheshire           |
| 1982 | Making the Difference: Schools, Families and Social Division (Co-written)                | Allen & Unwin              |
| 1987 | Gender and Power: Society, the Person and Sexual Politics                                | Allen & Unwin              |
| 1995 | Masculinities                                                                            | Allen & Unwin              |
| 2000 | Male Roles, Masculinities and Violence: A Culture of Peace Perspective (Co-edited)       | UNESCO Publishing          |
| 2007 | Southern theory: the global dynamics of knowledge in social science                      | Polity                     |
| 2009 | Gender: in world perspective                                                             | Polity                     |